# 加尔默罗会教堂 (普热梅希尔)

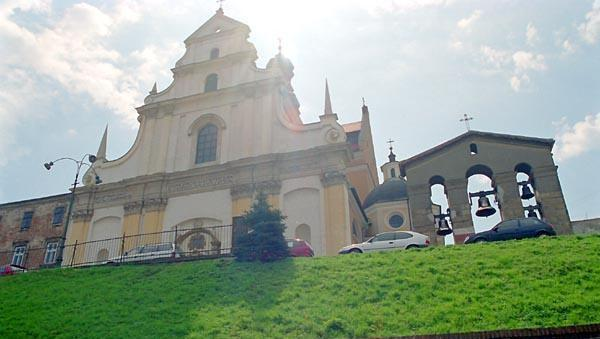
加尔默罗会圣德肋撒堂

加尔默罗会圣德肋撒堂位于波兰东南部城市普热梅希尔，文艺复兴风格。
1620年，天主教加尔默罗会来到普热梅希尔，1627-1631年，公爵为他们建立教堂，内部为巴洛克式。1772年瓜分波兰后，该市归属奥地利统治，于1784年取缔该修会。同时又阻止乌克兰希腊礼天主教会主教座堂的修建，让乌克兰人使用加尔默罗会教堂。
二战后，占人口16.3%的乌克兰人遭驱逐 ；而加尔默罗会也被迫离开划给苏联的利沃夫等地，返回这座空教堂。